# Diócesis de Uíge
La diócesis de Uíge (en latín: Dioecesis Uiiensis y en portugués: Diocese de Uíge) es una circunscripción eclesiástica de la Iglesia católica en Angola. Se trata de una diócesis latina, sufragánea de la arquidiócesis de Malanje. Desde el 2 de febrero de 2021 su obispo es Joaquim Nhanganga Tyombe.

## Territorio y organización
La diócesis tiene 64 022 km² y extiende su jurisdicción sobre los fieles católicos de rito latino residentes en la provincia de Uíge.
La sede de la diócesis se encuentra en la ciudad de Uíge (llamada Carmona hasta 1975), en donde se halla la Catedral de la Inmaculada Concepción.
En 2020 en la diócesis existían 24 parroquias.

## Historia
La diócesis de Carmona y São Salvador fue erigida el 14 de marzo de 1967 con bula Apostolico officio del papa Pablo VI, obteniendo el territorio de la arquidiócesis de Luanda, de la que originalmente era sufragánea.
El 16 de mayo de 1979 asumió su nombre actual en virtud del decreto Cum Excellentissimus de la Congregación para la Evangelización de los Pueblos.
El 7 de noviembre de 1984 cedió una parte de su territorio para la erección de la diócesis de Mbanza Kongo mediante la bula Ex quo superno del papa Juan Pablo II.
El 12 de abril de 2011 pasó a formar parte de la provincia eclesiástica de la arquidiócesis de Malanje.

## Estadísticas
Según el Anuario Pontificio 2021 la diócesis tenía a fines de 2020 un total de 1 346 201 fieles bautizados.
| Año                                                                             | Población            | Población | Población      | Sacerdotes | Sacerdotes    | Sacerdotes    | Bautizados por sacerdote | Diáconos permanentes | Religiosos | Religiosos | Parroquias |
| Año                                                                             | Bautizados católicos | Total     | % de católicos | Total      | Clero secular | Clero regular | Bautizados por sacerdote | Diáconos permanentes | Varones    | Mujeres    | Parroquias |
| ------------------------------------------------------------------------------- | -------------------- | --------- | -------------- | ---------- | ------------- | ------------- | ------------------------ | -------------------- | ---------- | ---------- | ---------- |
| 1970                                                                            | ?                    | 440 183   | ?              | 30         | 1             | 29            | ?                        |                      | 38         | 52         | 3          |
| 1980                                                                            | 289 600              | 837 000   | 34.6           | 25         | 1             | 24            | 11 584                   |                      | 31         | 38         | 18         |
| 1990                                                                            | 419 906              | 1 252 473 | 33.5           | 29         | 7             | 22            | 14 479                   |                      | 36         | 64         | 15         |
| 1999                                                                            | 552 529              | 1 405 569 | 39.3           | 31         | 14            | 17            | 17 823                   |                      | 24         | 79         | 15         |
| 2000                                                                            | 558 908              | 1 412 118 | 39.6           | 28         | 14            | 14            | 19 961                   |                      | 20         | 85         | 15         |
| 2001                                                                            | 563 530              | 1 410 735 | 39.9           | 29         | 16            | 13            | 19 432                   |                      | 20         | 84         | 14         |
| 2002                                                                            | 558 106              | 1 268 022 | 44.0           | 29         | 16            | 13            | 19 245                   |                      | 20         | 79         | 15         |
| 2003                                                                            | 556 697              | 1 252 270 | 44.5           | 33         | 20            | 13            | 16 869                   |                      | 23         | 77         | 15         |
| 2004                                                                            | 566 713              | 1 290 000 | 43.9           | 43         | 26            | 17            | 13 179                   |                      | 23         | 82         | 16         |
| 2010                                                                            | 813 000              | 1 588 000 | 51.2           | 50         | 35            | 15            | 16 260                   |                      | 25         | 66         | 20         |
| 2014                                                                            | 906 000              | 1 765 000 | 51.3           | 45         | 27            | 18            | 20 133                   |                      | 39         | 70         | 21         |
| 2017                                                                            | 981 000              | 1 911 000 | 51.3           | 66         | 43            | 23            | 14 863                   |                      | 46         | 80         | 22         |
| 2020                                                                            | 1 346 201            | 2 096 000 | 64.2           | 60         | 41            | 19            | 22 436                   |                      | 23         | 84         | 24         |
| Fuente: Catholic-Hierarchy, que a su vez toma los datos del Anuario Pontificio. |                      |           |                |            |               |               |                          |                      |            |            |            |

## Episcopologio
- José Francisco Moreira dos Santos, O.F.M.Cap. † (14 de marzo de 1967-2 de febrero de 2008 retirado)
- Emílio Sumbelelo (2 de febrero de 2008 por sucesión-31 de enero[nota 1] de 2019 nombrado obispo de Viana)[nota 2]
  - Sede vacante (2019-2021)
- Joaquim Nhanganga Tyombe, desde el 2 de febrero de 2021